# Rivière Vaudray
Pour les articles homonymes, voir Vaudray.
La rivière Vaudray est un affluent de la rivière Bousquet, coulant entièrement dans la ville Rouyn-Noranda, dans la région administrative du Abitibi-Témiscamingue, au Québec, au Canada.
La Réserve de biodiversité des Lacs-Vaudray-et-Joannès couvre le territoire autour du lac Vaudray, soit le lac de tête du bassin versant de la rivière Vaudray. Ce lac de tête est desservi par le chemin Joanes-Vaudray dans le sens nord-sud, soit sur la rive est du lac.
La surface de la rivière Vaudray est généralement gelée annuellement de la mi-décembre à la mi-avril.

## Géographie
Les bassins versants voisins de la rivière Vaudray sont :
- côté nord : lac Bousquet, lac Chassignolle, rivière Villemontel, rivière La Pause ;
- côté est : rivière Darlens, rivière Bousquet, lac Malartic, lac Preissac, rivière Serment ;
- côté sud : rivière Vaudray, rivière Serment, rivière Kinojévis, rivière des Outaouais ;
- côté ouest : lac Bruyère, rivière Dufault, rivière La Bruère, rivière Villemontel.

La Rivière Vaudray prend sa source à l’embouchure du lac Vaudray (longueur : 7,6 km ; altitude : 308 m). L’embouchure de ce lac est situé à 18,0 km à l'ouest de la rivière Darlens ; à 9,7 km au nord-est de la rivière Kinojévis ; à 6,4 km au sud-est de l’embouchure de la rivière Vaudray.
À partir de sa source, la Rivière Vaudray coule sur 6,8 km selon les segments suivants :
- 2,4 km vers le nord en formant un crochet vers l'est pour rejoindre le chemin Joanès-Vaudray ;
- 6,4 km vers le nord-est en traversant une zone de marais en début de segment, jusqu’à son embouchure[3].

La rivière Vaudray se déverse sur la rive sud-ouest de la rivière Bousquet ; de là, cette dernière coule vers le nord, puis le nord-est jusqu’à la « Baie de la Rivière Vaudray » du lac Chassignolle lequel est connexe au lac Preissac (situé du côté est). Ce dernier lac se déverse vers le nord dans la rivière Kinojévis, lequel est un affluent de la rivière des Outaouais.

## Toponymie
Le terme Vaudray constitue un patronyme de famille d’origine française.
Le toponyme rivière Vaudray a été officialisé le 5 décembre 1968 à la Commission de toponymie du Québec, lors de sa création.